# 近藤亜梨沙
ポールズ・亜梨沙は、一般社団法人国際IBLPアカデミー代表理事。
フランス系アメリカ人の祖父を持つアメリカと日本のクウォーター。モデルやグラビアの経験を持つ。
安部司が設立した加工食品診断士協会の第一期生として卒業。その後、食品添加物クッキングの実演などをする、添加物セミナー講師や個人指導を主に、脳科学から分析するブレインアナリストや植物の力のエッセンシャルオイルを使う、メディカルアロマ・アロマタッチセラピストの資格を所持し、一般社団法人　国際IBLPアカデミーを立ち上げる。
無添加食品や有機食材にこだわる、無添加キッチンを開校し、伝統技術の職人や農家さの支援・料理教室の講師やセミナー講師の育成活動を行なっている。